# Catedral de Le Mans

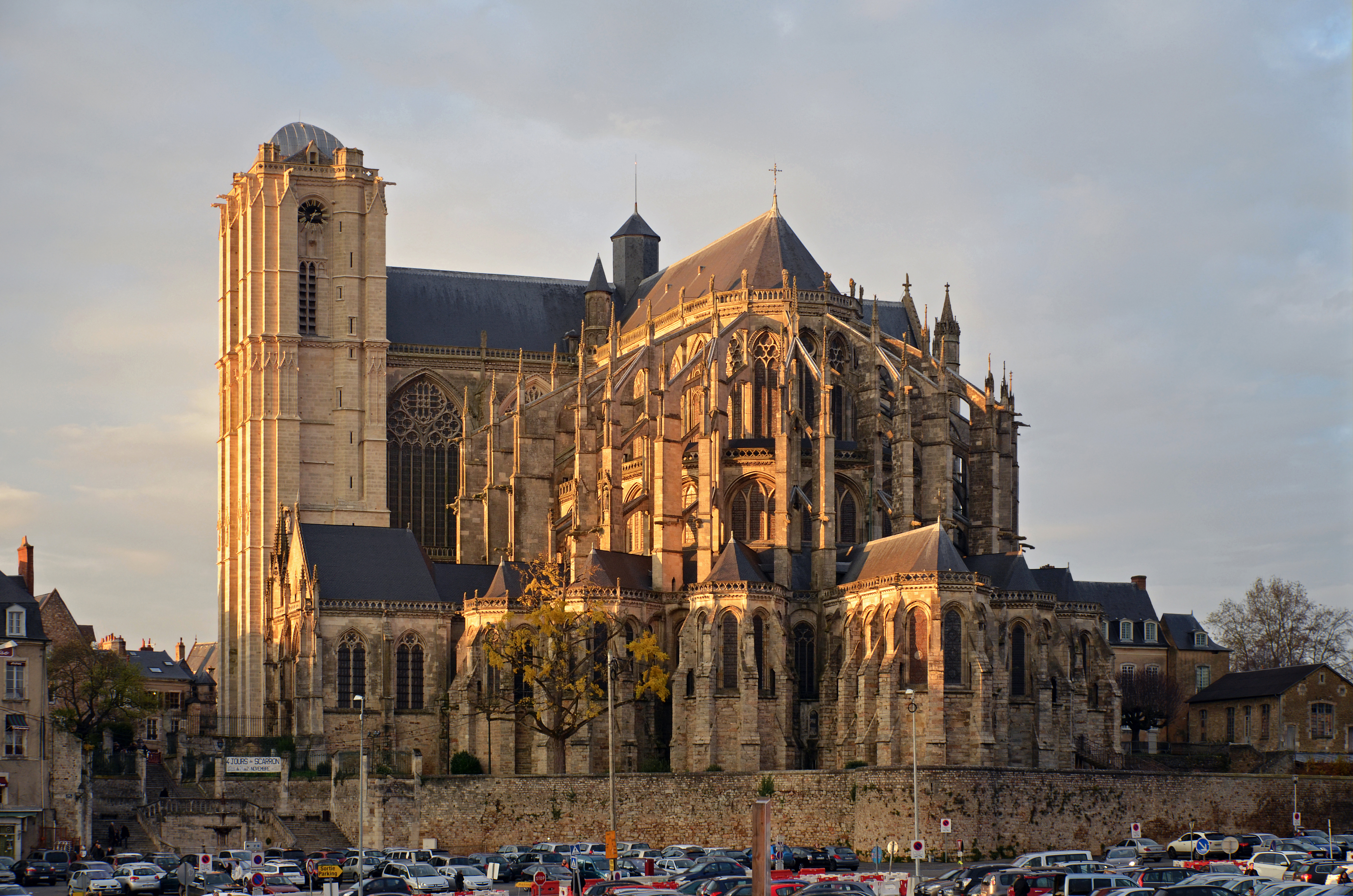
La catedral de Saint-Julien de la ciudad de Le Mans.

La catedral de San Julián de Le Mans (oficialmente, en francés, cathédrale Saint-Julien du Mans) es un edificio religioso situado en la ciudad francesa de Le Mans. Es el símbolo de la diócesis y sede del obispo de la ciudad. Es uno de los edificios más grandes de la época gótico-románica de Francia, única en el Oeste francés.  
La catedral de Le Mans tiene la particularidad de ser mitad románica, mitad gótica. El edificio románico, iniciado en 1060, comenzó a derribarse en el siglo XIII desde el presbiterio para construir un nuevo edificio gótico. Las obras de este avanzaron hasta el transepto, pero después quedaron paralizadas y nunca volvieron a retomarse. Debido a esto, el presbiterio y el transepto de la catedral son góticos y de mayor altura, mientras que la nave, más baja, es románica. Esto ha dado a la catedral de Le Mans un aspecto desigual, similar al de la catedral de Plasencia, donde tuvo lugar el mismo fenómeno y la nueva construcción gótica nunca terminó de derribar la románica preexistente.
La catedral de Le Mans, iniciada en 1060 por el obispo Vulgrin, se terminó, tal y como está en la actualidad, en el año 1430. Aunque no puede decirse que esté completamente acabada ya que tenía que haber sido ampliada en 1500, pero la falta de medios impidió que se llevara a cabo esta ampliación a lo que tuvieron que resignarse las autoridades religiosas de la época. Muy deteriorada, a lo largo de los años, por la polución automovilística y cubierta por una capa de residuos, la catedral fue completamente renovada en el año 2003. En ella se conservan las tumbas de Saint-Julien y de Carlos d’Anjou.

## Historia

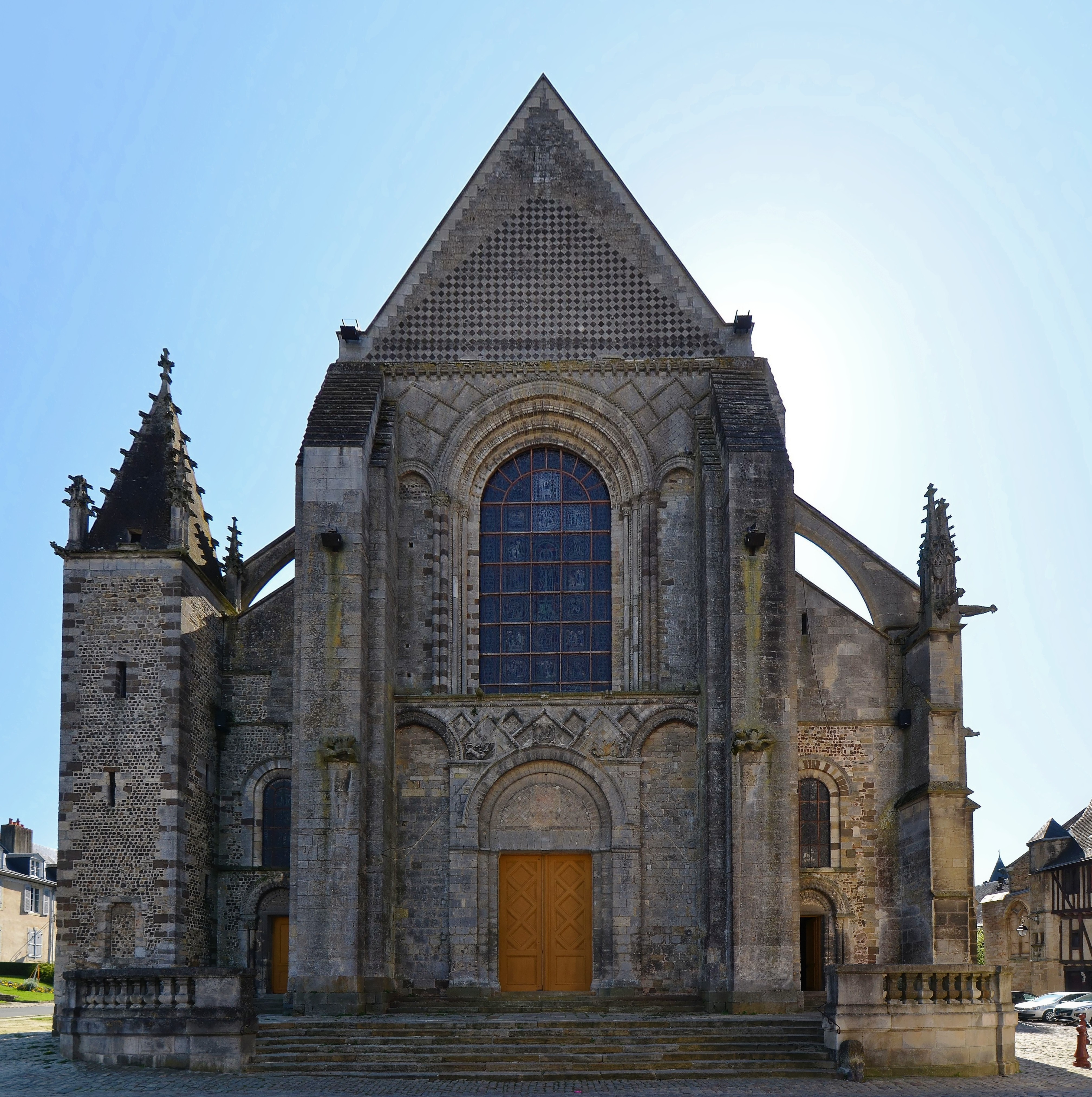
Fachada occidental.

### La construcción románica
La construcción de la catedral se remonta a los siglos IV o V de nuestra era. Las primeras nociones históricas que se tienen son las que hacen referencia al obispo Vulgrin en 1056. Él mismo eligió el emplazamiento de la futura catedral: la parte opuesta a la muralla norte que rodeaba la ciudad. La elección de este lugar no fue el más adecuado en vista a las futuras ampliaciones de la catedral. Diez años después de esta primera construcción, el edificio se derrumbó y los sucesores de Vulgrin decidieron continuar con la obra. El obispo Arnaud al cargo de la diócesis desde 1067 reemprendió la construcción del edificio. En 1081 se construyeron el coro y la cripta y se pusieron los cimientos del transepto y laterales. De esta reconstrucción tan sólo queda, en la actualidad, un fragmento del arco del transepto norte. El obispo Hoël decidió, en 1085 terminar los trabajos iniciados por su antecesor. Admirador de las obras de Normandía, contrató a los obreros de esta región para que prosiguieran la construcción. Las torres y los laterales de la nave se construyeron al estilo normando. Durante la realización de estas obras resultaba imposible para los peregrinos el acercarse a las reliquias y tumbas de Saint-Julien, primer arzobispo de Le Mans y prestigiosa figura del cristianismo oriental, por lo que los ingresos menguaron visiblemente llegando a paralizarse los trabajos, debido a ello los habitantes de Le Mans obligaron al arquitecto a abrir el edificio a los visitantes. El 17 de octubre de 1093 se permitió que los peregrinos pudieran visitar la parte ya terminada de la catedral.

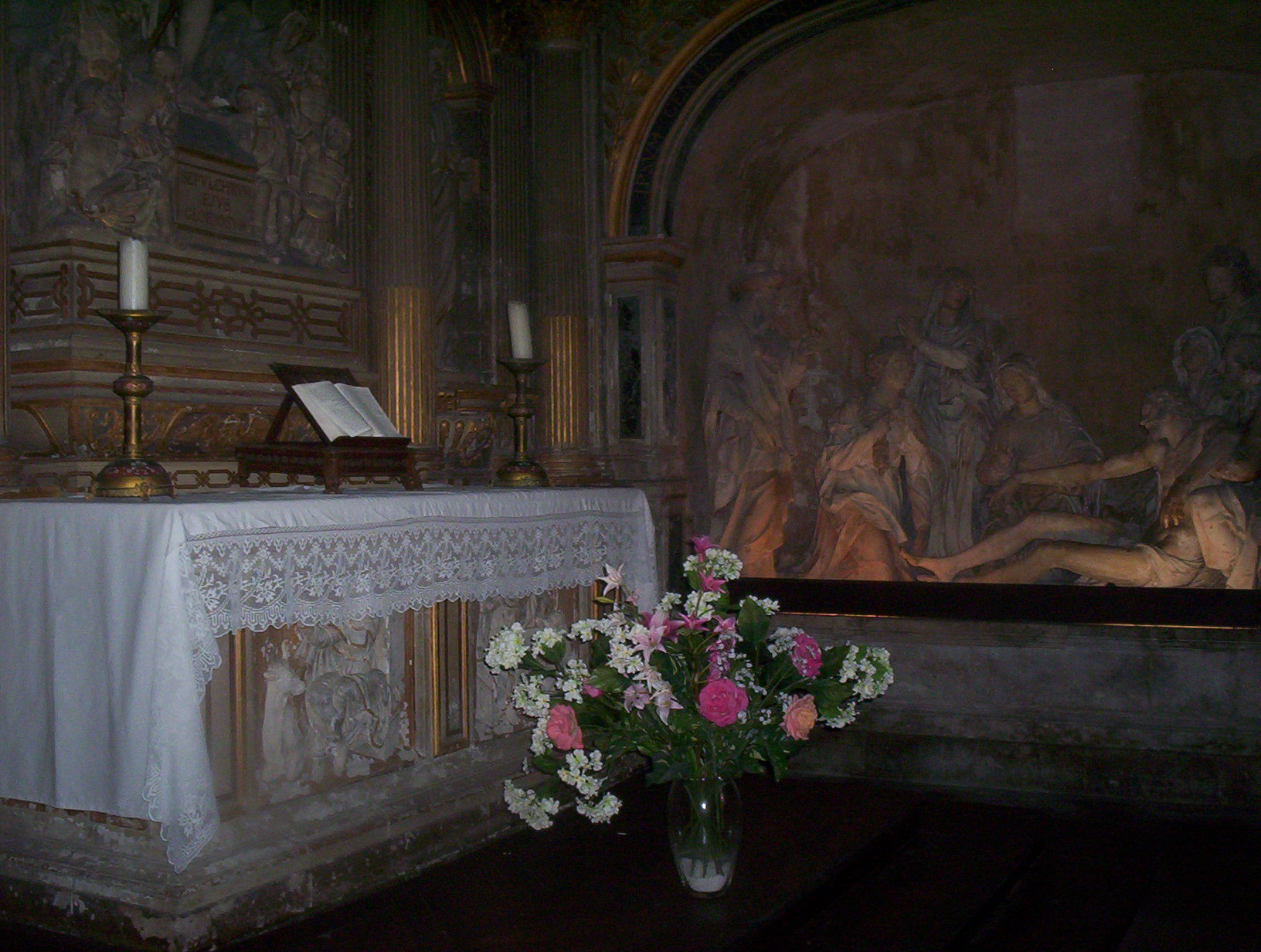
Interior de una de las torrecillas en el lateral este de la catedral.

Transcurrieron tres años antes de que el nuevo obispo Hildebert de Lavardin empezara a supervisar las obras. La dirección de las mismas es entonces confiada a un monje de Vendôme: Jeans, dándose por terminadas las obras en el año 1120. Su consagración la celebró el obispo Hildebert. Las autoridades de la época quedaron realmente impresionadas por el resultado obtenido. La catedral de aquella época es, exactamente, la misma que puede verse actualmente, aunque enorme para aquel entonces, no deja de ser comparable a las dimensiones de cualquier gran iglesia de hoy día. En 1134, una gran tormenta se abatió sobre Le Mans. Todas las mansiones situadas en la "colina Plantagenêt" quedaron destruidas a causa de un incendio; la catedral no escapó a la destrucción. Rápidamente se reconstruyeron las partes afectadas, pero cuatro meses más tarde se produjo otro incendio en la ciudad que afectó, también, a la catedral. Se reconstruyeron de nuevo la nave central y la torre sur. La nave central, de estilo puramente románico, mide 55 metros de largo por 25 metros de ancho. Se utilizaron nuevas técnicas para la reedificación la bóveda. Se adoptó el cruzado de ojivas. Se reforzaron los pilares y se insertaron unos ventanales más grandes y más altos. Se abrió una puerta, cara a la calle principal de Le Mans, situada en el ala sur de la nave. Guillaume de Passavant, nuevo obispo de Le Mans, inauguró y consagró la nueva catedral el 18 de abril de 1158. 

### La construcción gótica
En 1220 se iniciaron nuevas reformas. El antiguo presbiterio resultaba demasiado sombrío y estrecho para el gusto del obispo y ordenó una nueva construcción del mismo. Esta catedral engloba dos artes mayores en un solo edificio: románico (la nave) y gótico en el nuevo presbiterio. Los vitrales son, todavía hoy, el símbolo de esta "fusión de géneros arquitectónicos".

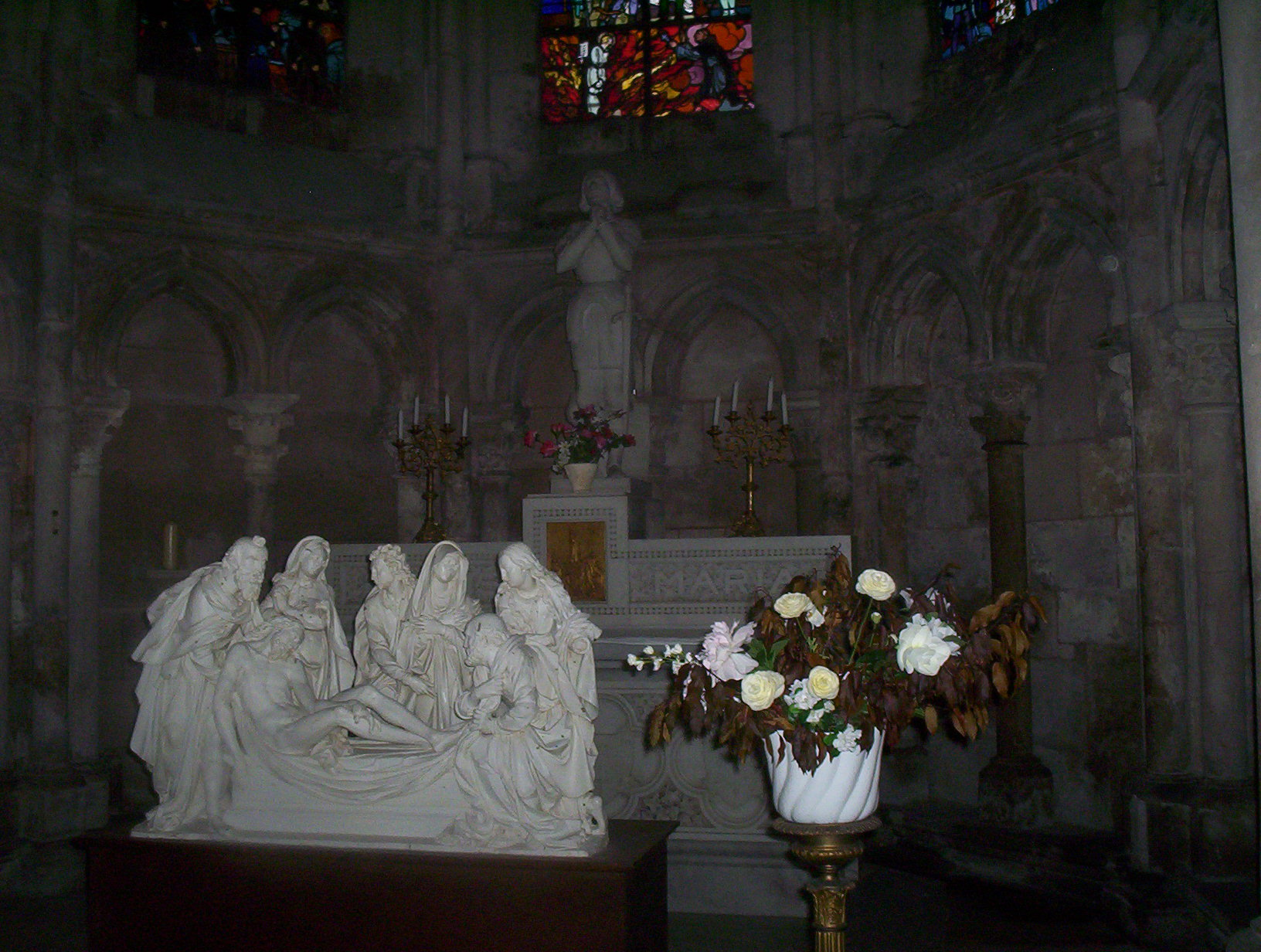
Decoración y mobiliario interior.

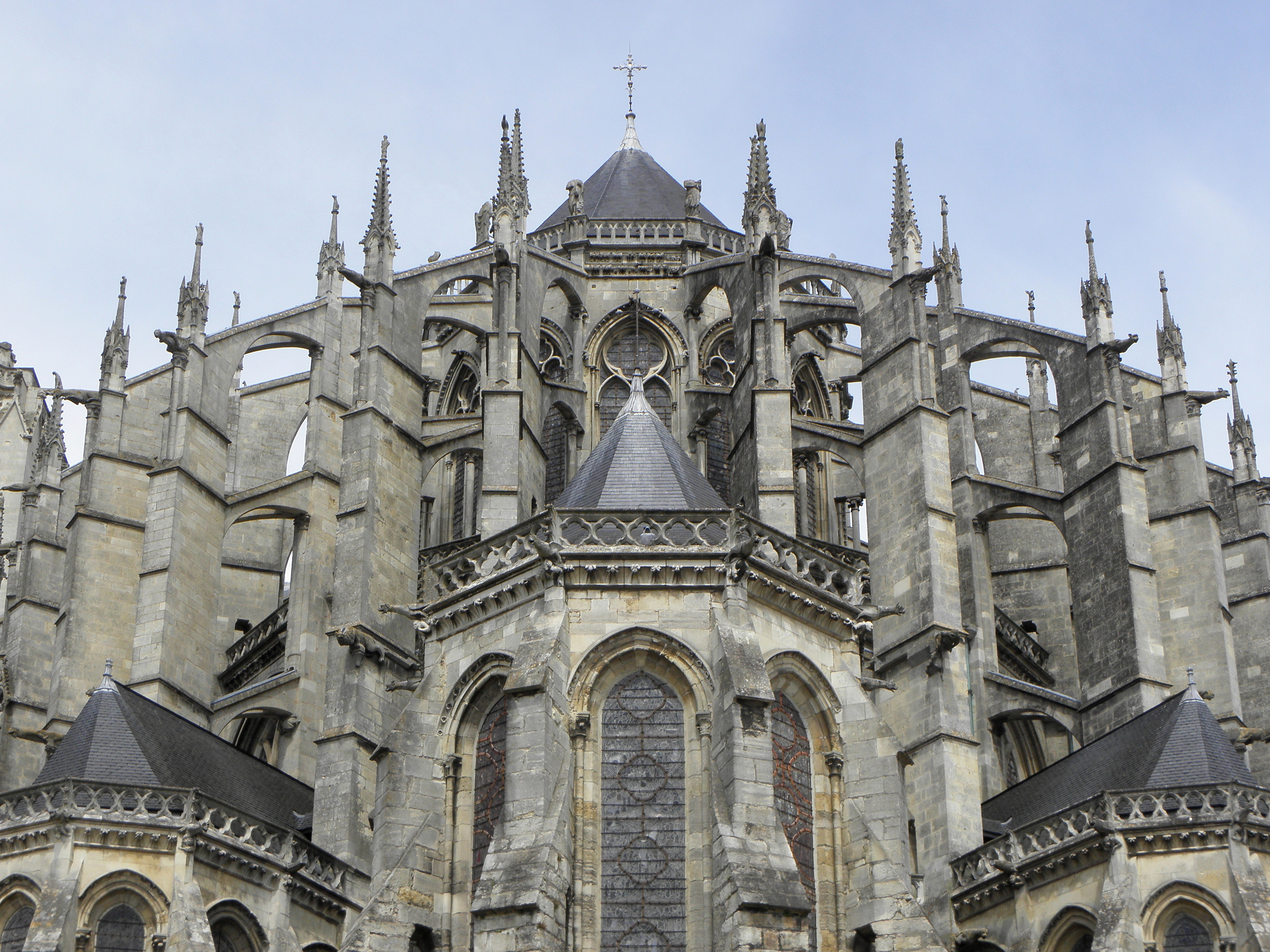
Ábside desde el exterior.

El resto de la historia de la construcción se pierde, el trabajo de cantería es gigantesco y la transformación de la catedral es realmente notable. En el registro de la ciudad sólo constan, en los archivos, los nombres de tres arquitectos, pero seguramente intervinieron otros muchos. El nuevo presbiterio se terminó en 1254 y sobrepasa en diez metros de altura al resto de la catedral. Transcurridos cien años las piedras del edificio requieren, nuevamente, una restauración y se aprovecha el momento para edificar la sacristía que comunica, por el sur, con el deambulatorio utilizado para la construcción del presbiterio. El edificio ganó en amplitud.
Los canónigos opinaron que la construcción "a dos velocidades" del edificio contribuyó a su fealdad. El choque de estilos entre las dos partes renovadas con las antiguas empañó el esplendor del edificio. Tanto el transepto como la nave tenían que ser elevadas diez metros para situarlas a la misma altura que el presbiterio. Las obras se iniciaron hacia el 1392, año en el que Carlos VI llegó a Le Mans. Se construye una sala de archivos debajo de la puerta de la nave.
Las obras del transepto norte se empiezan en 1403. Se está pasando entonces por un período delicado en el Norte de Francia. La guerra de los Cien Años paraliza las obras. En 1419 la catedral amenaza con desplomarse, afortunadamente sus cimientos pueden consolidarse a tiempo. El transepto norte se terminó hacia 1430, quedando la catedral tal y como puede verse en la actualidad.
Al término de la guerra de los Cien Años se llevaron a cabo otros muchos trabajos para ampliar el edificio, ya de por sí impresionante. Se estudia la elevación de la nave, pero resulta imposible su modificación dado que las arcas están vacías a causa de la Guerra de los Cien años, y no puede pensarse en ninguna reforma.
Se llevaron a cabo numerosas restauraciones a lo largo de los siglos. En el siglo XX ningún bombardeo de las dos guerras mundiales afectó a la catedral (de los que no se salvaron los puentes de Le Mans). Sin embargo, desde 1970, la polución y el vandalismo han ensombrecido el aspecto de la catedral.
Con el apoyo de la región y los donativos de los ciudadanos, se intenta reconstruir la aguja de la catedral y sus cuatro piramidiones.

## Planos y arquitectura

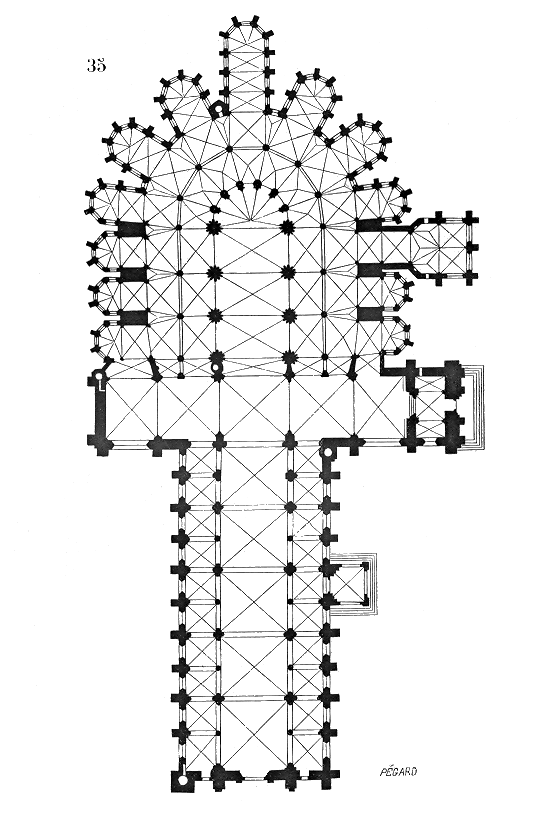
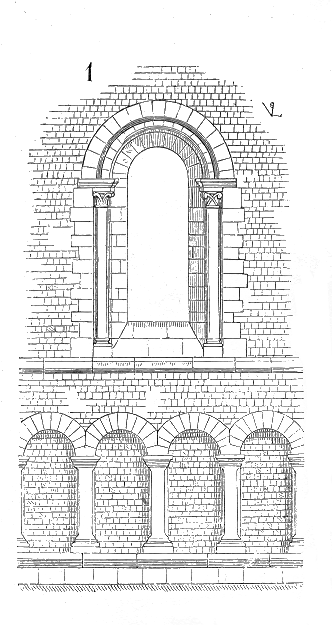
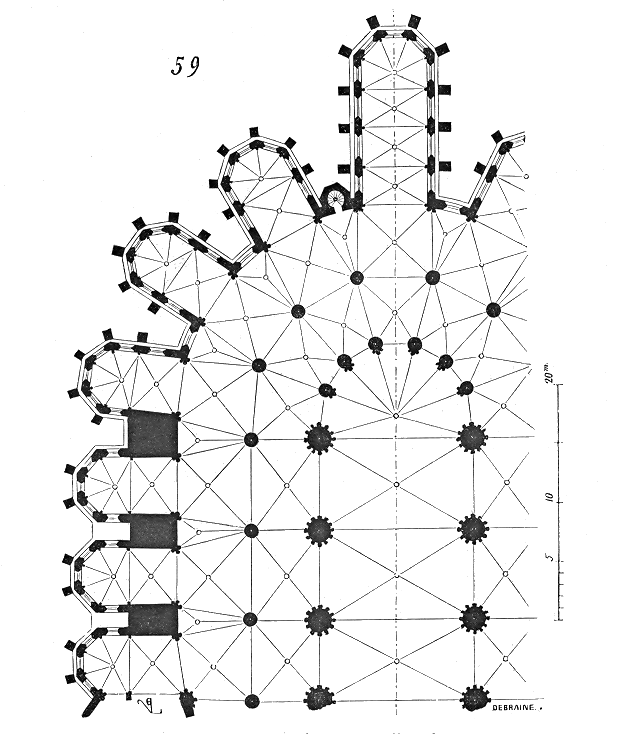
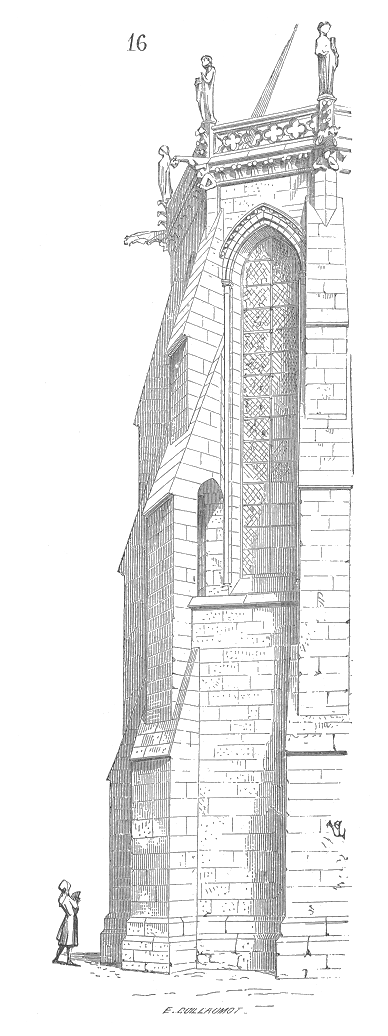

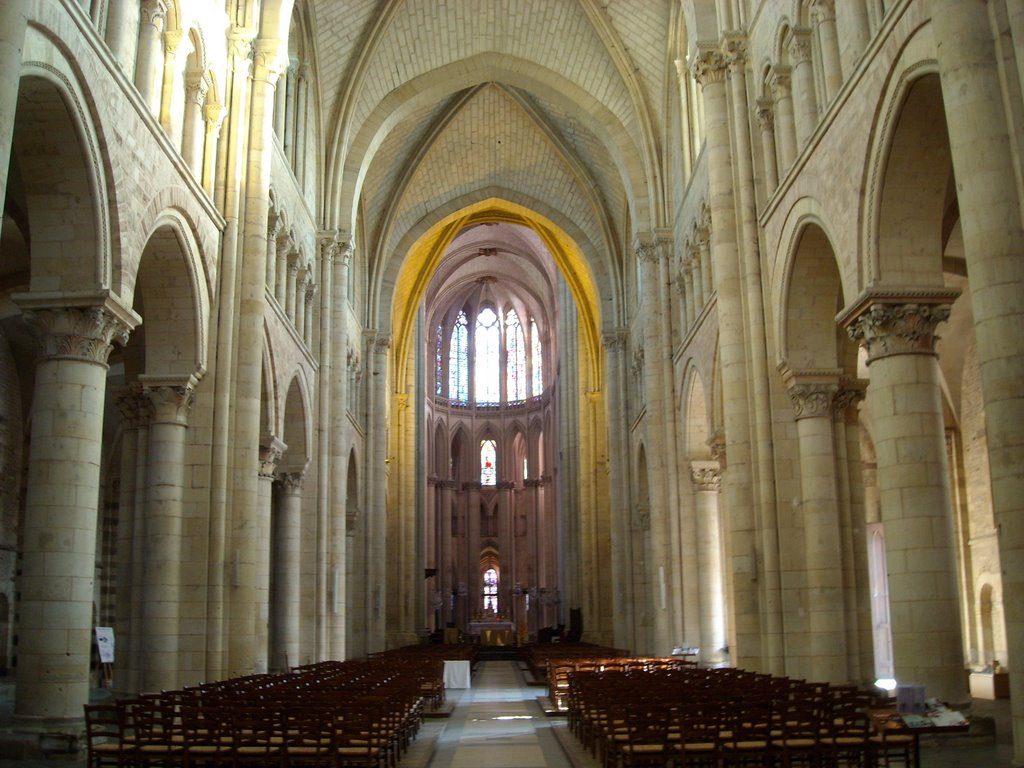
Vista desde la nave, de estilo románico, con el presbiterio gótico al fondo.

La arquitectura de la catedral resulta bastante compleja. Es medio románica y medio gótica. Un gran número de las figuras que se hallan en el edificio no deberían estar representadas en el mismo. Talladas en la piedra algunas representaciones denotan las "protestas de los artesanos". Los artesanos, que trabajaban según lo proyectado, se sentían mal retribuidos. La iglesia los alojaba y alimentaba de forma precaria. Viendo que su contrato no se cumplía tal y como se había acordado se rebelaron y tallaron pequeños personajes en las piedras. Así pueden verse, por ejemplo, pájaros, símbolos de libertad, etc. elementos decorativos que ponían de manifiesto la protesta de muchos de los obreros. Los relieves esculpidos en la nave o en los pórticos dan testimonio de aquella época de construcción.

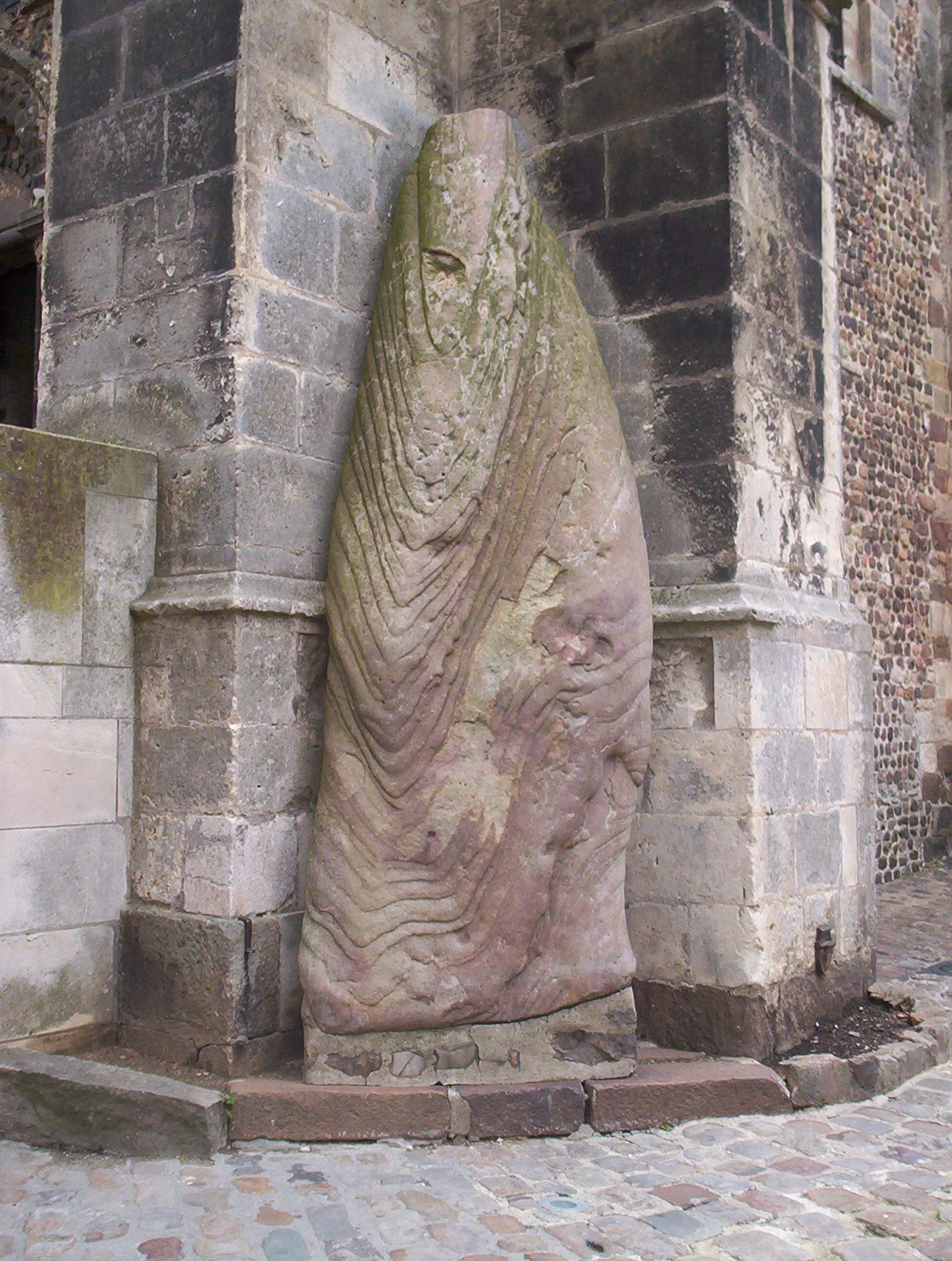
Menhir de la catedral

La catedral ostenta en el ala oeste, una pieza rara y curiosa, aunque a primera vista pueda parecer fea. Se trata de un menhir de gres que mide 4.55 metros. Este menhir data de la época prehistórica y fue instalado en la "Place Saint Michel" en 1778, después de la destrucción del "Dolmen de la Pierre au lait".

## Dimensiones
- Longitud de la nave:57 metros
- Longitud del transepto:52 metros
- Altura de la nave románica, sin contar la bóveda:24 metros
- Altura del transepto y del coro, sin contar la bóveda:34 metros
- Altura del doble deambulatorio:11 metros, 22 metros